# Andrei Borissowitsch Schidlowski
Andrei Borissowitsch Schidlowski (russisch Андрей Борисович Шидловский, englische Transkription Andrei Borisovich Shidlovsky; * 13. August 1915 in Alatyr; † 23. März 2007) war ein russischer Mathematiker, der sich mit Zahlentheorie beschäftigte.

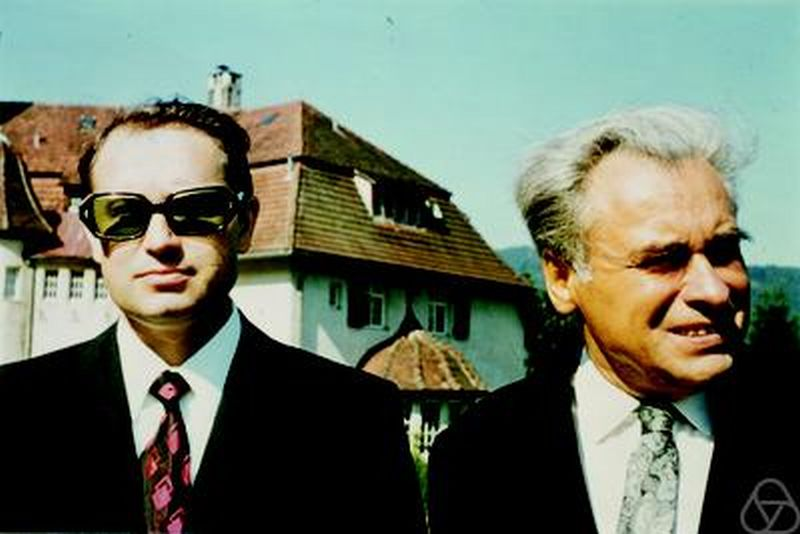
Schidlowski (rechts) mit Wladimir Sprindschuk, 1974

Schidlowski entstammte einer verarmten adligen Familie. Er ging in Uljanowsk zur Schule, danach in Moskau auf eine Lehrlingsschule und arbeitete danach an einer Drehbank. Nebenbei leitete er ein Blasorchester. 1934 war er als Arbeiter am Bau der Moskauer U-Bahn beteiligt. 1936/37 leistete er Militärdienst. Er besuchte die Abendschule und studierte ab 1939 an der Lomonossow-Universität. 1941 meldete er sich freiwillig zur Armee, arbeitete als Kartograph im Brjansker Gebiet und kommandierte später eine Artillerieeinheit an der Fernostfront. Danach studierte er weiter an der Lomonossow und promovierte (Kandidatentitel) 1954 bei Alexander Ossipowitsch Gelfond. Danach arbeitete er am Moskauer Pädagogischen Institut als Dozent, nachdem er schon während des Studiums an der Abendschule und an einer Techniker-Schule unterrichtete. Ab 1955 war er auf Initiative von Chintschin Dozent an der Lomonossow-Universität, wo er sich 1959 habilitierte (russischer Doktortitel) und 1960 Professor wurde. Nach dem Tod von Gelfond 1968 war er dort bis 2002 Leiter des Lehrstuhls für Zahlentheorie. Er leitete auch mehrere Jahre die Fakultät für Mathematik und Mechanik und ebenso die Gruppe der kommunistischen Partei der Fakultät.
Schidlowski ist für seine Forschungen in der Theorie Transzendenter Zahlen bekannt. Insbesondere baute er 1954 Siegels Untersuchungen der von Siegel so genannten E-Funktionen aus (wie die Exponentialfunktion und allgemeine konfluente hypergeometrische Reihen), die besonders viele transzendente beziehungsweise algebraisch unabhängige Werte für rationale Werte der Parameter und algebraische Werte der unabhängigen Variable liefern. Schidlowski bewies 1954 ein nach ihm benanntes Theorem (auch Siegel-Schidlowski-Theorem genannt), das aus der algebraischen Unabhängigkeit der E-Funktionen als Lösung von Systemen homogener linearer Differentialgleichungen (deren Koeffizientenfunktionen rational sind mit Werten der Koeffizienten aus einem algebraischen Zahlkörper) auf die algebraische Unabhängigkeit der Werte der E-Funktionen bei algebraischen Werten der unabhängigen Variable folgert. Er dehnte die Untersuchung auch auf Lösungen allgemeinerer linearer Differentialgleichungen aus. Er quantifizierte auch die algebraische Unabhängigkeit der Lösungen in von ihm eingeführten Maßen.
Zu seinen Doktoranden zählt Juri Nesterenko. Im Westen wurden seine Arbeiten zum Beispiel von Frits Beukers, Woodrow Dale Brownawell und Kurt Mahler aufgegriffen.